# ケシオン
株式会社ケシオン（けしおん、英文社名：Kesion Co., ltd）は、大阪府大阪市西区に本社を置く、屋外広告・交通広告を主な事業とする広告代理店である。

## 概要
1995年（平成7年）に、高山健一により設立された広告代理店である。主な広告媒体は、広告期間が長期、短期のビルボード、イベントプロモーション、ロードサイン、車体広告及び交通広告、ファッションブランドプロモーションである。

## 沿革
| ・ 1995年（平成7年）12月      | - |  | 株式会社ケシオンを設立 |  |  |
| ・ 2003年（平成15年） 1月     | - |  | 東京支社を開設 |  |  |
| ・ 2006年（平成18年） 2月15日 | - |  | 第三者割当を行い、増資を実施 |  |  |
| ・ 2006年（平成18年） 8月16日 | - |  | 災害時避難場所 GUIDE MAP広告を開始 |  |  |
| ・ 2007年（平成19年）11月26日 | - |  | 東京支店が渋谷区神宮前から港区南青山に移転 |  |  |
| ・ 2009年（平成21年）11月25日 | - |  | 株式会社関西企画の全株を取得し株式会社ケシオンの子会社となる                                                                                               |  |  |
| ・ 2010年（平成22年） 2月15日 | - |  | 2月15日から大阪本社移転 |  |  |
| ・ 2010年（平成22年）12月27日 | - |  | 子会社の株式会社関西企画が大阪駅前地下道の広告事業者として決定                                                                                             |  |  |
| ・ 2014年（平成26年） 3月7日  | - |  | 株式会社ケシオンと株式会社ジェイアール東日本企画が共同出資により、紫陽花有限責任事業組合を設立し、アジア地域におけるデジタルサイネージ設備の賃貸事業を開始 |  |  |
| ・ 2014年（平成26年） 4月1日  | - |  | ケシオンマレーシアSDN.BHD.オフィス開設 |  |  |
| ・ 2014年（平成26年）11月23日 | - |  | ビルまるごとプロモーションメディア「ZeroBase表参道」運営開始                                                                                               |  |  |
| ・ 2015年（平成27年） 4月1日  | - |  | 西日本最大級のデジタルサイネージ「コクミン心斎橋」運営開始                                                                                                 |  |  |
| ・ 2015年（平成27年） 6月1日  | - |  | 株式会社アップスターの全株を取得し株式会社ケシオンの子会社となる                                                                                           |  |  |
| ・ 2016年（平成28年） 2月5日  | - |  | 子会社の株式会社関西企画が阿倍野南北線公共地下道路の広告事業者として決定                                                                                   |  |  |
| ・ 2016年（平成28年）12月27日 | - |  | 子会社の株式会社関西企画が大阪駅前地下道の広告事業者として1年半ぶりに復活                                                                                  |  |  |
| ・ 2017年（平成29年） 4月     | - |  | グランフロント大阪ＯＯＨメディアの運営管理を開始 |  |  |
| ・ 2017年（平成29年） 4月     | - |  | 品川プリンスホテル敷地内OOHメディアの運営管理を開始 |  |  |
| ・ 2017年（平成29年） 7月     | - |  | ケシオンミャンマーCO. LTD.設立 |  |  |
| ・ 2019年（令和元年） 12月    |   |  | ㈱電通の子会社 ㈱OOH メディア・ソリューションと屋外広告媒体の広告接触者数データを活用したWEBサービス『OOH-ATLAS』を開発                                    |  |  |
| ・ 2020年（令和2年） ３月予定 |   |  | 再開発が進む話題の有明エリアに「ZeroBase Ariake Pop-Up Mall&Park」が誕生                                                                                   |  |  |

### 代表者の経歴
- 高山健一（たかやま けんいち）[8]
- 1990年（平成2年） - 4月、中央大学法学部法律学科卒業後、山一證券株式会社へ入社
- 1992年（平成4年） - 山一證券株式会社を退社し、河村電器産業株式会社へ入社
- 1995年（平成7年） - 12月、株式会社ケシオンを設立、代表取締役に就任

## 事業所
- 本社 - 〒550-0014 大阪府大阪市西区北堀江1丁目21番25号　SYUSEI HORIE LAB.
- 東京支社 - 〒107-0062 東京都港区南青山6丁目11番1号　スリーエフ南青山ビル６階・7階

## 組織
- 代表取締役 - 内部監査室
  - 営業本部
    - 大阪営業部
      - 営業1-3課、媒体管理部

    - 東京営業部
      - 営業4-9課、媒体管理部

    - ロードサイド事業部

  - 企画部
    - コピーライターチーム、デザインチーム

  - 海外事業部
  - 管理部
    - 総務人事課
    - 経理課

## 特許取得
- 広告宣伝用トラック（特許願第2002-59884号）
- 公共トイレを使用したサニタリーショールーム（特許願第2003-195990号）
- 情報取得システムとこれに用いる建て看板（CSRボード）（特許第3830958号）
- 建て看板（ローコストユニット看板）（登録実用新案 登録第3120010号）

## 加盟団体
- 社団法人日本建築士事務所協会連合会
- 社団法人東京建築士会
- 社団法人大阪府建築士会
- 社団法人大阪建築士事務所協会
- YES! PROJECT